# Turnaca ernestina
Turnaca ernestina är en fjärilsart som beskrevs av Swinhoe 1885. Turnaca ernestina ingår i släktet Turnaca och familjen tandspinnare. Inga underarter finns listade i Catalogue of Life.